# 陈敏 (1955年)
陈敏（1955年6月—），男，汉族，山东齐河人，中华人民共和国政治人物，曾任贵州省政协副主席，中国贵州茅台酒厂（集团）有限责任公司党委书记（兼）。